# آزمایشگاه مفیستوفل
«آزمایشگاه مفیستوفل» (فرانسوی: Le Cabinet de Méphistophélès‎) یک فیلم صامت و کوتاه فرانسوی به کارگردانی ژرژ ملی‌یس است که در سال ۱۸۹۷ منتشر شد.